# Андрушковиці
Андрушковиці (пол. Andruszkowice) — село в Польщі, у гміні Самбожець Сандомирського повіту Свентокшиського воєводства.
Населення — 321 особа (2011).
У 1975-1998 роках село належало до Тарнобжезького воєводства.

## Демографія
Демографічна структура на день 31 березня 2011 року:
|          | Загалом | Допрацездатний вік | Працездатний вік | Постпрацездатний вік |
| -------- | ------- | ------------------ | ---------------- | -------------------- |
| Чоловіки | 158     | 32                 | 101              | 25                   |
| Жінки    | 163     | 30                 | 98               | 35                   |
| Разом    | 321     | 62                 | 199              | 60                   |